# Laurence Belzile

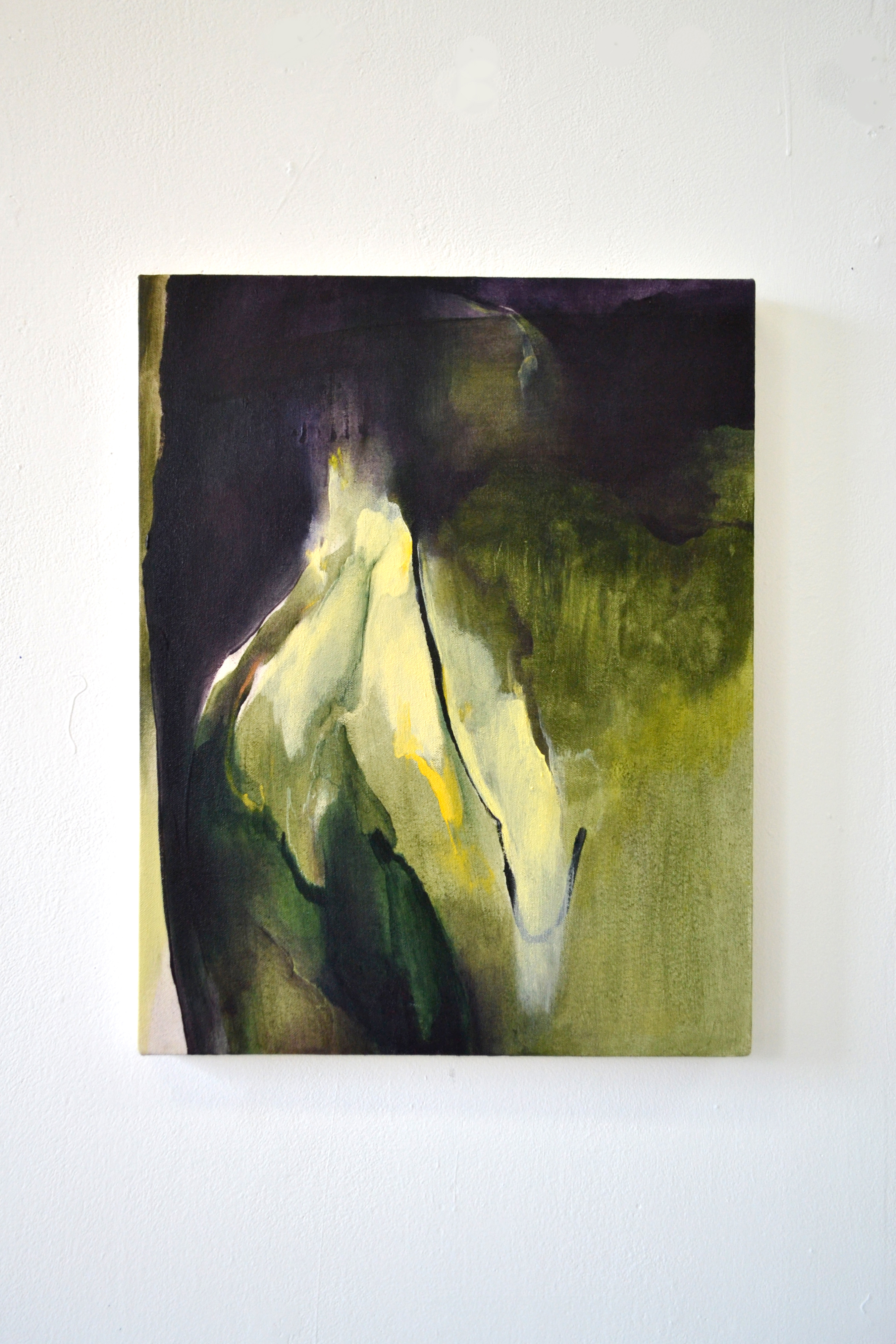
Saumurer, par Laurence Belzile, acrylique sur toile, 16 x 20 pouces, 2021

Laurence Belzile est une artiste canadienne qui pratique l’art abstrait en peinture et en dessin.

## Biographie
Laurence Belzile est née en Gaspésie, au Québec, mais elle réside et travaille à Vancouver, en Colombie-Britannique,. Elle détient un baccalauréat en arts visuels, de l’Université Concordia (Montréal), ainsi qu’une maîtrise en arts visuels de l’Université Laval (Québec),. 
L'artiste a réalisé plusieurs expositions individuelles à travers le Canada dans les dernières années. Parmi celles-ci, mentionnons Through the Gardens, à la Vernon Public Art Gallery, à Vernon (Colombie-Britanique, 2024), au Sunshine Coast Art Council, à Sechelt (Colombie-Britannique, 2024), J'ai dansé, à Art-Image, à Gatineau (Québec, 2024),Rassembler les espaces, à la Galerie Champagne et Paradis, à Kamouraska (Québec, 2022); S'arracher la douceur, à la Galerie Montcalm, à Gatineau (Québec, 2022), Les attentes, à la Maison des arts et de la culture de Brompton, (Québec, 2022) ainsi qu'à la Galerie AVE à Montréal (Québec, 2019). Laurence Belzile a aussi présenté ses œuvres lors d’expositions collectives, notamment à l'ancienne École des Beaux-arts de Montréal, en 2018 et au Centre d’art de Kamouraska, en 2018.
L'artiste participe également à divers événements artistiques dont la Foire en art actuel à la ville de Québec et à la Foire d’art contemporain, St-Lambert (Québec), en 2020,,. Elle a aussi fait une résidence artistique au Centre de production en art actuel, Les ateliers, à  Baie-St-Paul.  
Ses œuvres font partie de collections publiques dont celles de la Ville de Boucherville et de la Méduse, coopérative d'organismes culturels et centres de diffusion (Québec). 

## Démarche artistique
Laurence Belzile explore l’art abstrait à travers la peinture et le dessin, sans recourir à des objets de référence, laissant place à une démarche intuitive et imaginative. Par l'utilisation contrastée de couleurs vives et foncées, elle génère une impression de profondeur et d'espace au sein de ses compositions,.    
Son corpus est constitué d'oeuvres de différentes tailles qu'elle traite comme une série de détails autonomes : «Je travaille le grand format comme si c'était plein de petits formats. Si tu te rapproches d'un coin, ça pourrait être un petit format. Je m'assure que chaque section du tableau est finie, complète, qu'elle fonctionne.»,.
Sa pratique artistique s'inscrit également dans une perspective féministe. Elle revendique la légitimité pour les femmes de créer des œuvres subjectives, poétiques et imaginaires, et réintègre dans l'abstraction des éléments visuels traditionnellement associés au féminin, tels que certaines couleurs et motifs, dans une logique de réappropriation,. 